# Syntretus dzieduszyckii
Syntretus dzieduszyckii är en stekelart som beskrevs av Niezabitowski 1910. Syntretus dzieduszyckii ingår i släktet Syntretus och familjen bracksteklar. Inga underarter finns listade i Catalogue of Life.